# Hinckley United FC

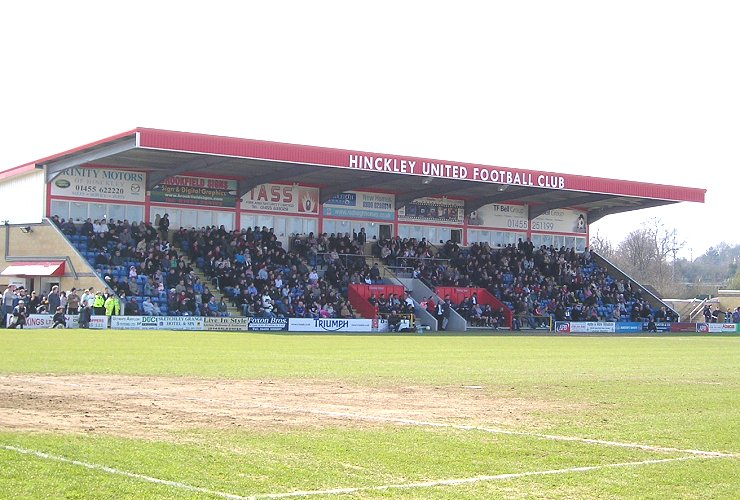
Hoofdtribune in het stadion van Hinckley United FC

Hinckley United FC is een Engelse voetbalclub uit Hinckley, Leicestershire. De club werd in 1997 opgericht na een fusie tussen Hinckley Athletic (opgericht in 1889) en Hinckley Town (opgericht in 1958).
Hinckley Athletic speelde in de Midland Alliance en Hinckley Town in de Southern League Midland Division. De fusie kwam er na seizoen 1996/97 toen Athletic voor de 3de opeenvolgende keer net de promotie miste.
United verhuisde naar het De Montfort Park complex dat 3 volledige velden heeft, twee driekwart velden en drie halve velden. Het Marston’s stadion heeft een capaciteit van 4329 toeschouwers, er is ook een gymnasium en een sportkliniek.
Rivalen van de club zijn Nuneaton Borough, Shepshed Dynamo en Barwell.
Na de titel in de Western Division van de Southern League in 2001 kwalificeerde de club zich voor de nieuw opgerichte Conference North na een 6de plaats in de Premier Division.
Op 9 september 2006 sloeg het noodlot toe voor de club toen verdediger Matt Gadsby in elkaar stortte en overleed tijdens een wedstrijd tegen Harrogate Town. In 2013 degradeerde de club uit de Conference en werd daarop ontbonden.

## Bekende spelers
- Richard Sneekes